# Эль-Лимон (водопад)
Эль-Лимон (исп. El Limón) — водопад на полуострове Самана, в провинции Самана в Доминиканской Республике. Название водопад получил благодаря цвету воды — зеленовато-жёлтой, почти как у лимона.
Водопад является одним из популярных туристических объектов полуострова Самана.
Эль-Лимон расположен в джунглях Национального парка Эль-Лимон. Пешком сюда добраться достаточно сложно, к нему дорог нет. Добраться к водопаду можно на лошадях от ранчо, расположенного недалеко от деревушки Эль-Лимон.
Эль-Лимон имеет высоту 55 м. Гиды и некоторые туристические сайты вводят туристов в заблуждение относительно того, что данный водопад самый высокий в стране. На самом деле долгое время самым высоким водопадом считался Aguas Blancas, высотой 83 метра. Однако недавно был обнаружен другой водопад, именуемый La Jalda высотой 121 метр. Таким образом, водопад Эль-Лимон находится лишь на третьем месте по высоте.

## Галерея
- Купание у подножья водопада